# Polybothris sulcicollis
Polybothris sulcicollis es una especie de escarabajo del género Polybothris, familia Buprestidae. Fue descrita científicamente por Kerremans en 1903.

## Distribución geográfica
Habita en la región afrotropical.